# Kladopoljsko jezero
Kladopoljsko jezero (zovu ga još i Martinovo vrelo) je jezero na planini Zelengori u Bosni i Hercegovini. Nalazi se na nadmorskoj visini od 1.380 metara, dugačko je oko 250 metara i široko oko 100 metara. Maksimalna dubina jezera je oko 9 metara. Sam naziv Kladopoljsko, jezero je dobilo po kladama (balvanima) kojih je puno jezero. Pretpostavlja se da je ovaj dio Zelengore nekad bio sav u šumama, te je pored jezera išao i put kojim su se balvani izvlačili iz te šume. Jedan dio tih balvana je ostajao u jezeru i dan danas izgledaju jako očuvano.